# Gare routière de Jiangnan (métro de Nanning)
La gare routière de Jiangnan (chinois : 江南客运站 / pinyin : Jiāngnán kèyùn zhàn / zhuang : Camh Yinhhek Gyanghnanz / anglais officiel : Jiangnan Coach Station) est une station de la ligne 2 du métro de Nanning. Elle est située de part et d'autre du boulevard Xingguang, dans le district de Jiangnan de la ville de Nanning, en Chine.
Ouverte en 2017, elle comprend quatre entrées et une seule plateforme.

## Situation sur le réseau

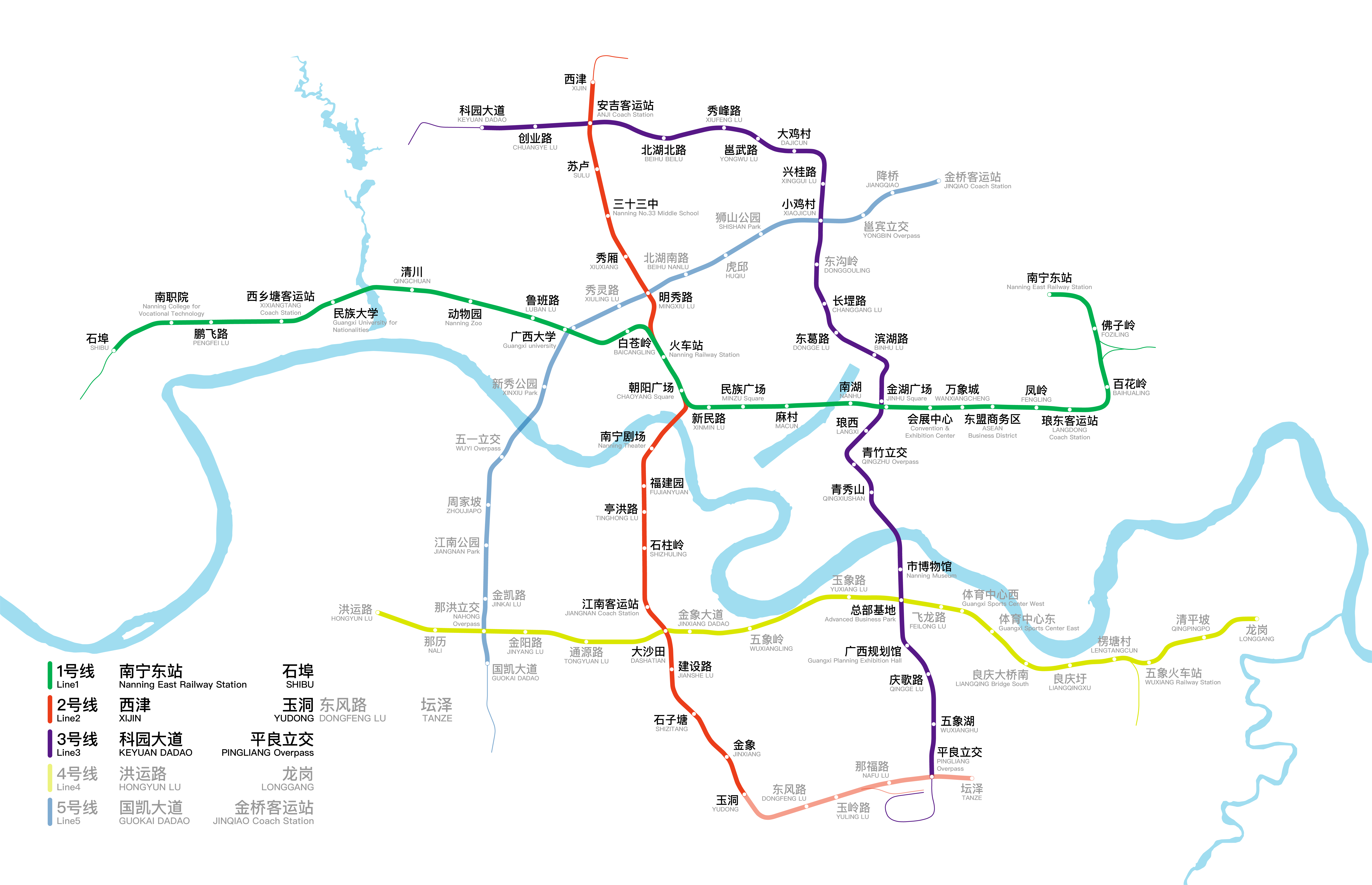
Plan du métro.

Établie en souterrain, Gare routière de Jiangnan est située sur la ligne 2 du métro de Nanning, entre la station Shizhuling, en direction du terminus nord Xijin (zh), et la station Dashatian (zh), en direction du terminus sud Tanze.

## Histoire
Le tracé de la ligne est décidé en juin 2014, avec une première phase comprenant 18 stations pour 21,2 kilomètres, coûtant environ 15.5 milliards de yuans. La ligne ouvre officiellement le 28 décembre 2017 avec 17 autres stations.

## Services aux voyageurs

### Accès et accueil
La station est accessible tous les jours, par quatre entrées différentes. La sortie B comprend un ascenseur pour personnes handicapées. La station est d'une forme rectangulaire.

Entrées
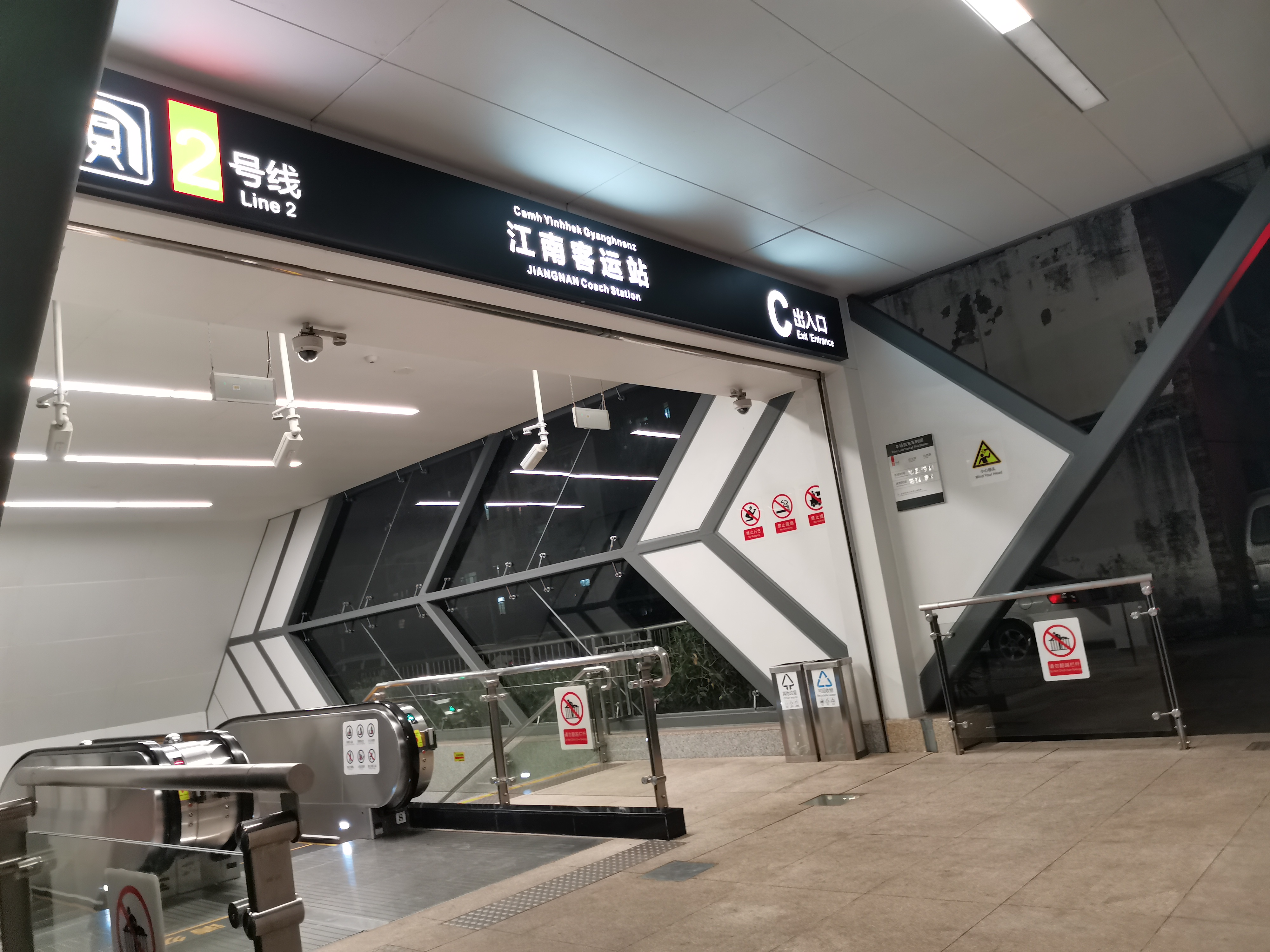
C

Station souterraine, elle dispose de trois niveaux :
| Niveau 0   | Entrées et sorties                     | Entrées et sorties                                         |
| Sous-sol 1 | Salle d'accueil                        | Service à la clientèle, boutiques et guichet libre-service |
| Sous-sol 2 |                                        | Ligne 2 Voie 1 : En direction de Xijin (zh)                |
| Sous-sol 2 | Quai central                           |                                                            |
| Sous-sol 2 | Ligne 2 Voie 2 : En direction de Tanze |                                                            |

### Desserte
Les premiers et derniers passages en direction de Xijin sont à 6h38 et 22h40, tandis que ceux en direction de Tanze est sont à 6h50 et 22h56.

### Intermodalité
La station est servie par les lignes 15, 21 ,25, 29, 31, 41, 49, 55, 81, 88, 99, 111, 502, 702, 705, 707, 801, 802, 808 et 809 du réseau d'autobus de Nanning.

## À proximité
| Numéro                                         | Destinations proches |
| ---------------------------------------------- | --- |
| Sortie A                                       | Boulevard Xingguang (星光大道), comité technique de la Zone de développement et innovation technologique de Nanning (南宁经济技术开发区技术委员会), Concessionnaire Volkswagen 4S Guanghui Shanghai |
| Sortie B                                       | Boulevard Xingguang, gare routière de Jiangnan, École primaire municipale Gaoshantang (南宁市江南区高山塘小学)                                                                                      |
| Sortie C                                       | Boulevard Xingguang, station-essence Sinopec, rue Yinkai (迎凯路) |
| Sortie D                                       | Boulevard Xingguang, grand hôtel Rongrong (荣荣大酒店), Centre commercial Rongbaohua (荣宝华商场), Hôpital Fukang (福康医院), rue Yinkai (金凯路)                                                   |
| Légende： Ascenseur pour personnes handicapées | |